# Саакян, Симак Мкртычевич
Симак Мкртычевич Саакян (арм. Սիմակ Մկրտչի Սահակյան, родился 25 августа 1879 в селе Агараке в Эриванской губернии — умер 29 апреля 1961 г. в Ереване) — председатель Верховного Совета Армянской ССР (1944—1961).

## Биография
В 1901 учился в семинарии в Эчмиадзине, в 1901—1921 годы работал в качестве учителя в школе «Нерсисян» в Тбилиси, с 1915 работал в РСДРП(б).
В 1921—1923 годах он руководил районном отделом народного образования в Лори (Армянская ССР) и в то же время редактировал газету «Кармир Лори». В 1923—1926 годы он руководил Лори-Памбакским районном отделом народного образования, затем был преподавателем школы, рабочего факультета, политехнического института и государственного университета в Ереване. В 1930 году он получил звание профессора.
В 1929—1934 годах был членом ЦК Коммунистической Партии (большевиков) Армении, затем в 1938—1951 годах — председателем Ревизионной Комиссии КП(б)А, а в 1940—1941 годы был редактором газеты «Советакане манкаварц».
С 17 марта 1944 года и до конца жизни — председатель Верховного Совета Армянской ССР.
Был награжден двумя орденами Ленина и двумя орденами Трудового Красного Знамени (24.11.1945, 24.09.1959), медалью «За трудовую доблесть» (26.09.1960).
Имел звание Заслуженного учителя Армянской ССР.